# Sofiero Gård

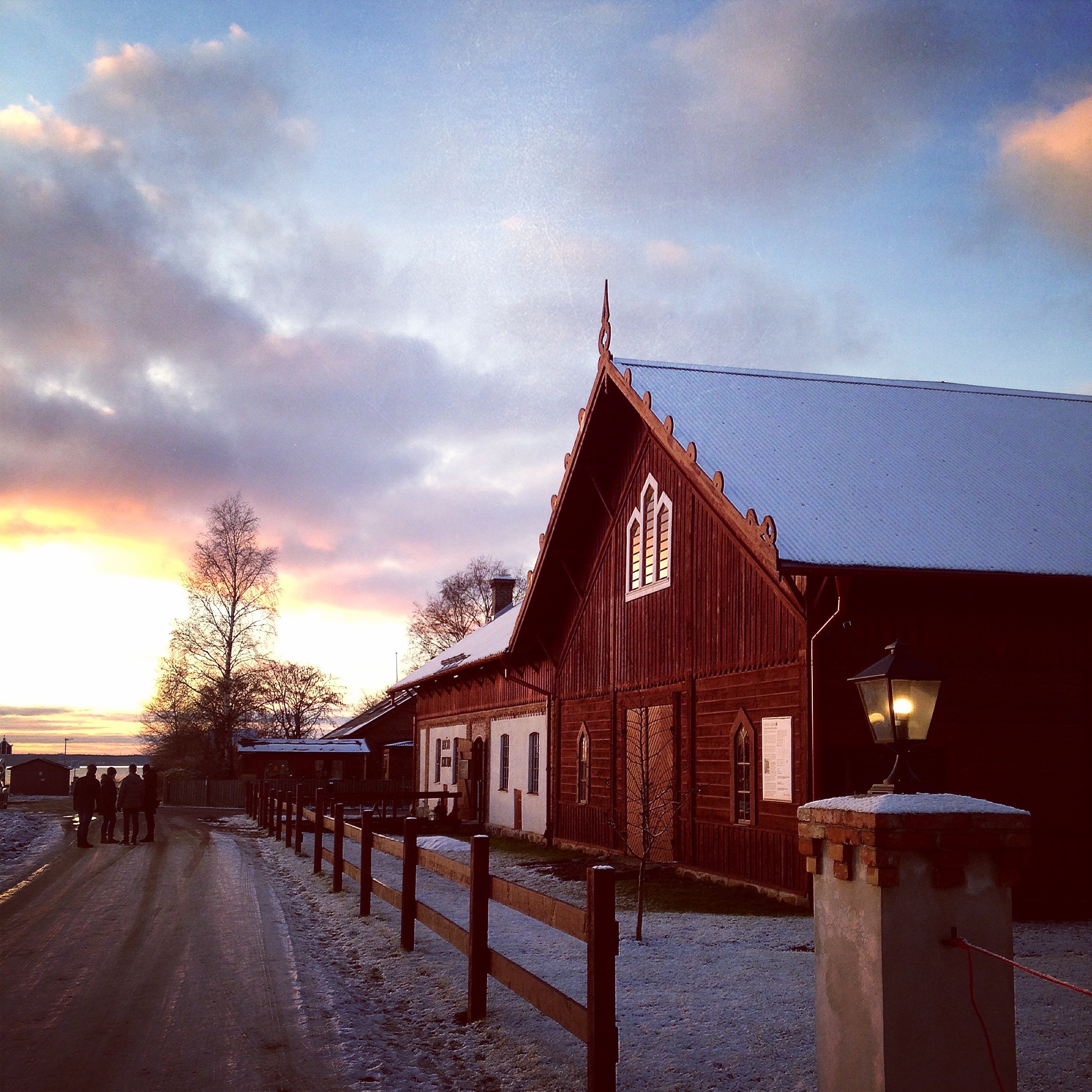
Ladugården till Sofiero gård i skymningsljus.

Sofiero Gård utgör den före detta ekonomibyggnaden till Sofiero slott. Sofiero Gård ligger vid Pålsjö skog i Helsingborgs kommun. Helsingborg stad sålde Sofiero Ladugård 2011. Byggnaden är idag klassificerad som särskilt värdefull bebyggelse och betecknad med Q. Ladugården är idag restaurerad och innehåller bland annat en evenemangslokal och ett bageri. SVT:s antikrundan har spelat in 2 st program från Sofiero Gård 2017.

## Historia

### 1843-1964
Efter laga skiftet 1843, då ägarna till platsen Stubbarp 2 i Helsingborg dömts att flytta, byggdes ett nytt gårdskomplex upp på platsen. Den 25 september 1864 köptes kronoskatterusthållshemmanet nr 2 1/4 mantal Stubbarp upp och Sofiero Gård uppfördes, på begäran av prinsessan Sofia och kronprins Oscar. De tidigare byggnaderna ansågs vara otillräckliga i förhållande till den ökande jordarealen vid Sofiero, så därför måste en större gård byggas.
Som arkitekt till Sofiero ladugård utsågs Charles Emil Löfvenskiöld (1810-1888) Hans typritningar användes, vilket var ovanligt för högre ståndsmiljöer i Skåne, där andra stilideal rådde. Löfvenskiöld var en av 1800-talets mest betydande arkitekter i Sverige. För många är hans namn okänt eftersom han aldrig ritade kyrkor eller palats, hans område var landsbygd, stugor och stall. Med försynt anspråkslöshet förde han ut sina idéer och ritningar till alla och envar som ville ha dem. Inga dyra arvoden hindrade någon att använda hans ritningar. Detta var en av de största anledningarna till att snickarglädjen uppkom och fick spridning i Sverige.
Det som utmärkte Löfvenskiöld var att han hade en helhetssyn och djup kunskap om jordbruket. Han såg jordbruket som det system och den livsform det var. Hans lösningar var därför lätta att anpassa på gårdarna. Hans ambition var att bygga vackert, ljust och luftigt oavsett om det gällde torp eller gårdar. Ljus, luft, hygien, rejäla stengrunder och långt utskjutande tak gav friska och sunda hus. Vad gäller dekor och fasad är Löfvenskiöld känd för sin lekfullhet med att blanda träpaneler, putsade ytor, pilastrar, tandsnitt av tegel samt utsågade trädetaljer. Sofiero Gård är ett praktexempel på detta. Byggnadens höga kulturhistoriska värde ligger i dess arkitektoniska sammanhang, enhetlighet, utformning, material och konstruktion.
Norra längan (kostallet), södra längan (hållstallet), loge med vinkelbyggnad samt häststall som senare byggdes om till svinstall. Gårdsanläggningen utarrenderades med mark via hov-/riksmarskalksämbetet. (Gårdsarkivet finns i BFA, Bernadottefamiljens privata arkiv, på Ulriksdals slott) Förvaltaren/arrendatorn stod för praktisk skötsel och förvaltning rörande gården och slottet. På gården inrymdes även lägenheter för vissa anställda av hovet. Gården bildar tillsammans med slottet en sammanhängande kulturhistoriskt värdefull miljö vilken i sin tur samverkar med värdefulla miljöer runt Tinkarpsbacken, Gravarliden och Pålsjö slott.
Några år innan Sofiero Ladugård uppfördes, byggdes de tre bostadshusen på Sofiero Gård. Dessa byggnader ritades av arkitekterna Ernst Jacobsson och Magnus Isaeus.
Under perioden 1877-1964 fanns på Sofiero Gård förvaltare och anställda som arbetade inom hovet.
1905 gav Oskar II och Sofia i bröllopsgåva Sofiero området, där Sofiero Gård var en del, till prins Gustav Adolf och prinsessan Margareta.

### 1964 -
1964 beslutade sig Gustav VI Adolf att sälja Sofiero Gård samt cirka 84 hektar mark till Helsingborgs stad. Sofiero Ladugård tömdes, bommades igen och förföll.
2011 sålde Helsingborgs stad Sofiero Ladugård till Skabelycke AB genom anbudsförfarande.
Området runt Sofiero Gård är rikt på fornlämningar från närbelägen stenåldersboplats med osäkert utsträckningsområde via bronsåldersgravar till varaktigt övergivna gruvschakt från tidig sten och kolbrytning runt Tinkarp och Gravarliden. Gustav VI Adolf var intresserad av arkeologi och utförde själv en del arkeologiska utgrävningar på åkrarna runt Sofiero Gård.
I detaljplan från 1995 betecknas hela gården med Q.
1999 Sofiero Gård klassificeras som särskilt värdefull bebyggelse enligt PBL 3:12§.